# Bouchavesnes-Bergen
Bouchavesnes-Bergen – miejscowość i gmina we Francji, w regionie Hauts-de-France, w departamencie Somma.
Według danych na rok 2011 gminę zamieszkiwało 339 osób, a gęstość zaludnienia wynosiła 33,6 osób/km² (wśród 2293 gmin Pikardii Bouchavesnes-Bergen plasuje się na 643. miejscu pod względem liczby ludności, natomiast pod względem powierzchni na miejscu 454.).